# MK Indy

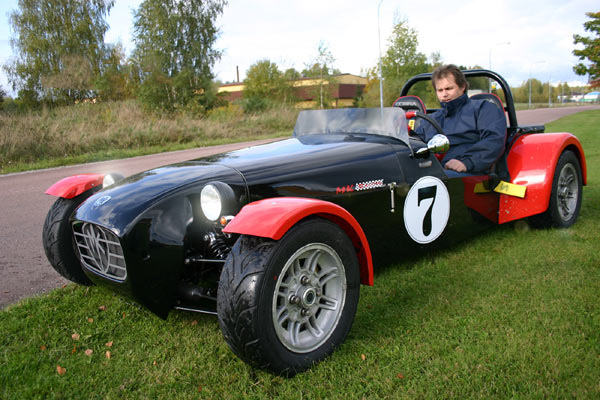
En svenskbyggd MK Indy.

MK Indy är en Lotus 7-kopia baserad på Locost byggd av MK Sportscars i Langold, Nottinghamshire. Indy har en oberoende hjulupphängning bak och använder delar från Ford Sierra. Indyn kan utrustas med många olika motorer, den vanligaste är Ford Pinto motorn från Sierran och större motorcykelmotorer.
Cirka 200 Indy byggs varje år.